# Quoi faire ?
Albums de CharlÉlie Couture
Poèmes rock
(1981) Crocodile Point
(1983)
Quoi faire ? est le cinquième album de CharlÉlie Couture sorti en 1982 sur le label Island Records.

## Liste des titres de l'album
Toutes les chansons sont écrites et composées par CharlÉlie Couture.
| No  | Titre                                            | Durée |
| --- | ------------------------------------------------ | ----- |
| 1.  | Quoi faire ?                                     | 4:17  |
| 2.  | Elle m'a écrit des lettres                       | 3:11  |
| 3.  | Le menteur de métier                             | 4:08  |
| 4.  | Un dernier regard (On s'aperçoit qu'on s'aimait) | 3:20  |
| 5.  | Où étais-tu ?                                    | 3:53  |
| 6.  | Après la fête (blues)                            | 4:31  |
| 7.  | La route (Oui mais Kerouac est mort)             | 3:58  |
| 8.  | Guett' la chance                                 | 2:48  |
| 9.  | Partie sans rien dire                            | 3:28  |
| 10. | Jamais connu l'amour                             | 4:29  |

## Personnel

### Musiciens
- CharlÉlie Couture : chant, piano, guitares, harmonica, mixage et overdubs, production
- Abraam Causse : batterie, percussions
- Geny Phillip' : guitare basse
- Alice Botté : guitare
- Jerry Lipkins : claviers, piano
- Pee Barney Douche : saxophone

### Production
- Christian Lemasson : production exécutive
- Andrew Lyden : ingénieur du son, mixage et overdubs
- Robert Taylor : assistant ingénieur du son
- Stephen Street : assistant mixage et overdubs
- Martine (Mah) Duboy et B. Scout : pochette
- Odette Michel : photo pochette recto
- Denis Mousty : photo pochette verso et livret